# Lista di asteroidi (735001-736000)
Di seguito una lista di asteroidi dal numero 735001  al 736000 con data di scoperta e scopritore.

## 735001–735100
| Nome   | Designazione provvisoria | Data di scoperta  | Scopritore                |
| ------ | ------------------------ | ----------------- | ------------------------- |
| 735001 | 2015 DQ110               | 23 ottobre 2013   | Spacewatch                |
| 735002 | 2015 DK111               | 21 ottobre 2008   | Mount Lemmon Survey       |
| 735003 | 2015 DC112               | 10 gennaio 2010   | Mount Lemmon Survey       |
| 735004 | 2015 DO112               | 3 gennaio 2009    | Spacewatch                |
| 735005 | 2015 DF113               | 6 dicembre 2010   | Mount Lemmon Survey       |
| 735006 | 2015 DC114               | 23 gennaio 2015   | Pan-STARRS                |
| 735007 | 2015 DL114               | 11 aprile 2002    | NEAT                      |
| 735008 | 2015 DR114               | 7 gennaio 2009    | Spacewatch                |
| 735009 | 2015 DS114               | 11 settembre 2007 | Spacewatch                |
| 735010 | 2015 DM116               | 29 gennaio 2015   | Pan-STARRS                |
| 735011 | 2015 DZ116               | 25 gennaio 2015   | Pan-STARRS                |
| 735012 | 2015 DL118               | 22 settembre 2009 | Mount Lemmon Survey       |
| 735013 | 2015 DR118               | 17 febbraio 2015  | Pan-STARRS                |
| 735014 | 2015 DT118               | 8 gennaio 1999    | Spacewatch                |
| 735015 | 2015 DB119               | 4 febbraio 2009   | Mount Lemmon Survey       |
| 735016 | 2015 DA121               | 31 gennaio 2009   | Mount Lemmon Survey       |
| 735017 | 2015 DX121               | 14 aprile 2004    | Spacewatch                |
| 735018 | 2015 DH126               | 22 novembre 2008  | Spacewatch                |
| 735019 | 2015 DY126               | 16 febbraio 2010  | Mount Lemmon Survey       |
| 735020 | 2015 DS127               | 25 dicembre 2005  | Spacewatch                |
| 735021 | 2015 DY127               | 16 gennaio 2010   | Spacewatch                |
| 735022 | 2015 DB128               | 17 ottobre 2007   | Mount Lemmon Survey       |
| 735023 | 2015 DO128               | 20 marzo 2010     | Mount Lemmon Survey       |
| 735024 | 2015 DF129               | 1 aprile 2003     | SDSS Collaboration        |
| 735025 | 2015 DC130               | 17 agosto 2006    | NEAT                      |
| 735026 | 2015 DJ131               | 11 aprile 2010    | Mount Lemmon Survey       |
| 735027 | 2015 DG132               | 17 febbraio 2015  | Pan-STARRS                |
| 735028 | 2015 DD133               | 4 dicembre 2007   | Mount Lemmon Survey       |
| 735029 | 2015 DJ133               | 17 ottobre 2007   | Mount Lemmon Survey       |
| 735030 | 2015 DA134               | 23 marzo 2010     | WISE                      |
| 735031 | 2015 DB136               | 23 dicembre 2012  | Pan-STARRS                |
| 735032 | 2015 DW136               | 2 aprile 2011     | R. Holmes                 |
| 735033 | 2015 DX136               | 21 marzo 2010     | WISE                      |
| 735034 | 2015 DJ137               | 23 ottobre 2008   | Spacewatch                |
| 735035 | 2015 DT137               | 19 dicembre 2007  | Mount Lemmon Survey       |
| 735036 | 2015 DH138               | 20 marzo 2010     | WISE                      |
| 735037 | 2015 DM138               | 15 maggio 2008    | CSS                       |
| 735038 | 2015 DP138               | 18 luglio 2005    | NEAT                      |
| 735039 | 2015 DO140               | 19 marzo 2010     | Mount Lemmon Survey       |
| 735040 | 2015 DA141               | 18 maggio 2010    | WISE                      |
| 735041 | 2015 DR141               | 18 febbraio 2015  | Pan-STARRS                |
| 735042 | 2015 DP142               | 23 novembre 2009  | Mount Lemmon Survey       |
| 735043 | 2015 DO152               | 21 gennaio 2015   | Pan-STARRS                |
| 735044 | 2015 DL157               | 13 febbraio 2010  | CSS                       |
| 735045 | 2015 DB159               | 1 aprile 2003     | SDSS Collaboration        |
| 735046 | 2015 DP162               | 18 febbraio 2015  | Pan-STARRS                |
| 735047 | 2015 DG164               | 4 settembre 2008  | Spacewatch                |
| 735048 | 2015 DA165               | 14 febbraio 2010  | Spacewatch                |
| 735049 | 2015 DB165               | 11 febbraio 2011  | Mount Lemmon Survey       |
| 735050 | 2015 DL165               | 1 febbraio 2009   | Mount Lemmon Survey       |
| 735051 | 2015 DY165               | 22 settembre 2009 | Mount Lemmon Survey       |
| 735052 | 2015 DJ167               | 2 ottobre 2013    | Mount Lemmon Survey       |
| 735053 | 2015 DK171               | 10 novembre 2013  | Mount Lemmon Survey       |
| 735054 | 2015 DP171               | 31 marzo 2008     | Mount Lemmon Survey       |
| 735055 | 2015 DM172               | 9 aprile 2010     | Mount Lemmon Survey       |
| 735056 | 2015 DQ172               | 13 settembre 2007 | Spacewatch                |
| 735057 | 2015 DF177               | 30 settembre 2005 | Osservatorio di Mauna Kea |
| 735058 | 2015 DT177               | 17 gennaio 2015   | Mount Lemmon Survey       |
| 735059 | 2015 DU177               | 5 febbraio 2010   | WISE                      |
| 735060 | 2015 DE181               | 4 ottobre 2013    | Mount Lemmon Survey       |
| 735061 | 2015 DJ181               | 10 novembre 2013  | Mount Lemmon Survey       |
| 735062 | 2015 DR185               | 26 aprile 2011    | Mount Lemmon Survey       |
| 735063 | 2015 DD187               | 27 marzo 2011     | Mount Lemmon Survey       |
| 735064 | 2015 DL187               | 21 settembre 2009 | Mount Lemmon Survey       |
| 735065 | 2015 DK192               | 27 gennaio 2015   | Pan-STARRS                |
| 735066 | 2015 DN193               | 2 novembre 2013   | Mount Lemmon Survey       |
| 735067 | 2015 DG194               | 11 gennaio 2015   | Pan-STARRS                |
| 735068 | 2015 DK194               | 9 settembre 2007  | Spacewatch                |
| 735069 | 2015 DP194               | 16 giugno 2005    | Mount Lemmon Survey       |
| 735070 | 2015 DH195               | 13 gennaio 2015   | Pan-STARRS                |
| 735071 | 2015 DE196               | 9 maggio 2010     | WISE                      |
| 735072 | 2015 DB197               | 26 agosto 2012    | Pan-STARRS                |
| 735073 | 2015 DH197               | 15 marzo 2010     | WISE                      |
| 735074 | 2015 DW202               | 18 ottobre 2007   | Spacewatch                |
| 735075 | 2015 DD205               | 29 aprile 2008    | Spacewatch                |
| 735076 | 2015 DB207               | 16 marzo 2005     | Mount Lemmon Survey       |
| 735077 | 2015 DA208               | 26 marzo 2003     | SDSS Collaboration        |
| 735078 | 2015 DQ209               | 8 luglio 2005     | Spacewatch                |
| 735079 | 2015 DQ212               | 25 ottobre 2012   | Mount Lemmon Survey       |
| 735080 | 2015 DL217               | 15 gennaio 2008   | Mount Lemmon Survey       |
| 735081 | 2015 DF219               | 24 febbraio 2010  | WISE                      |
| 735082 | 2015 DQ219               | 8 novembre 2008   | Spacewatch                |
| 735083 | 2015 DS219               | 25 ottobre 2008   | Spacewatch                |
| 735084 | 2015 DK220               | 18 agosto 2006    | Spacewatch                |
| 735085 | 2015 DA222               | 10 ottobre 2002   | SDSS Collaboration        |
| 735086 | 2015 DF223               | 20 gennaio 2015   | Pan-STARRS                |
| 735087 | 2015 DE224               | 22 novembre 2014  | Mount Lemmon Survey       |
| 735088 | 2015 DH226               | 25 gennaio 2012   | Pan-STARRS                |
| 735089 | 2015 DQ228               | 28 dicembre 2013  | Osservatorio di La Silla  |
| 735090 | 2015 DM229               | 17 giugno 2010    | Spacewatch                |
| 735091 | 2015 DK230               | 16 febbraio 2015  | Pan-STARRS                |
| 735092 | 2015 DG231               | 16 febbraio 2015  | Pan-STARRS                |
| 735093 | 2015 DQ233               | 2 gennaio 2009    | Mount Lemmon Survey       |
| 735094 | 2015 DU234               | 12 febbraio 2002  | Spacewatch                |
| 735095 | 2015 DC235               | 28 settembre 2008 | Mount Lemmon Survey       |
| 735096 | 2015 DV238               | 16 febbraio 2015  | Pan-STARRS                |
| 735097 | 2015 DK242               | 18 febbraio 2015  | Pan-STARRS                |
| 735098 | 2015 DS242               | 22 gennaio 2015   | Pan-STARRS                |
| 735099 | 2015 DT244               | 15 ottobre 2001   | SDSS Collaboration        |
| 735100 | 2015 DV244               | 13 dicembre 2010  | Mount Lemmon Survey       |

## 735101–735200
| Nome   | Designazione provvisoria | Data di scoperta  | Scopritore                  |
| ------ | ------------------------ | ----------------- | --------------------------- |
| 735101 | 2015 DD245               | 23 febbraio 2015  | Pan-STARRS                  |
| 735102 | 2015 DH247               | 27 settembre 2003 | Spacewatch                  |
| 735103 | 2015 DQ264               | 17 febbraio 2015  | Pan-STARRS                  |
| 735104 | 2015 DW264               | 16 febbraio 2015  | Pan-STARRS                  |
| 735105 | 2015 DD265               | 19 febbraio 2015  | Pan-STARRS                  |
| 735106 | 2015 DY270               | 16 febbraio 2015  | Pan-STARRS                  |
| 735107 | 2015 DN272               | 16 febbraio 2015  | Pan-STARRS                  |
| 735108 | 2015 DK279               | 17 febbraio 2015  | Pan-STARRS                  |
| 735109 | 2015 DH284               | 22 gennaio 2015   | Pan-STARRS                  |
| 735110 | 2015 DR286               | 17 febbraio 2015  | Pan-STARRS                  |
| 735111 | 2015 DE292               | 27 febbraio 2015  | Pan-STARRS                  |
| 735112 | 2015 ED1                 | 17 giugno 2010    | WISE                        |
| 735113 | 2015 EL1                 | 24 ottobre 2009   | Mount Lemmon Survey         |
| 735114 | 2015 EB5                 | 12 marzo 2010     | Spacewatch                  |
| 735115 | 2015 EF8                 | 13 marzo 2015     | Mount Lemmon Survey         |
| 735116 | 2015 EV8                 | 29 settembre 2013 | Mount Lemmon Survey         |
| 735117 | 2015 ED10                | 25 aprile 2006    | Spacewatch                  |
| 735118 | 2015 EK10                | 29 agosto 2002    | NEAT                        |
| 735119 | 2015 ED11                | 25 febbraio 2011  | Spacewatch                  |
| 735120 | 2015 ER11                | 16 febbraio 2010  | Mount Lemmon Survey         |
| 735121 | 2015 EX11                | 20 gennaio 2015   | Pan-STARRS                  |
| 735122 | 2015 EH12                | 23 gennaio 2015   | Pan-STARRS                  |
| 735123 | 2015 EO13                | 25 aprile 2007    | Spacewatch                  |
| 735124 | 2015 EH14                | 18 febbraio 2010  | Mount Lemmon Survey         |
| 735125 | 2015 EQ14                | 28 febbraio 2008  | Spacewatch                  |
| 735126 | 2015 EO16                | 9 novembre 2013   | Spacewatch                  |
| 735127 | 2015 EQ17                | 2 ottobre 2003    | Spacewatch                  |
| 735128 | 2015 EO18                | 10 marzo 2008     | Mount Lemmon Survey         |
| 735129 | 2015 EX18                | 20 aprile 2010    | Mount Lemmon Survey         |
| 735130 | 2015 EU19                | 3 ottobre 2013    | Spacewatch                  |
| 735131 | 2015 EW19                | 13 dicembre 2010  | Mount Lemmon Survey         |
| 735132 | 2015 EY20                | 16 gennaio 2015   | Pan-STARRS                  |
| 735133 | 2015 EM21                | 2 aprile 2009     | Spacewatch                  |
| 735134 | 2015 EQ23                | 24 gennaio 2015   | Mount Lemmon Survey         |
| 735135 | 2015 EH24                | 19 gennaio 2015   | Spacewatch                  |
| 735136 | 2015 EE25                | 8 luglio 2010     | WISE                        |
| 735137 | 2015 ER25                | 14 agosto 2012    | Pan-STARRS                  |
| 735138 | 2015 EG28                | 6 ottobre 2005    | Mount Lemmon Survey         |
| 735139 | 2015 EZ28                | 4 novembre 2007   | Mount Lemmon Survey         |
| 735140 | 2015 ED30                | 14 agosto 2012    | Pan-STARRS                  |
| 735141 | 2015 EL30                | 17 ottobre 2001   | NEAT                        |
| 735142 | 2015 EA34                | 27 luglio 2011    | Pan-STARRS                  |
| 735143 | 2015 EO34                | 20 dicembre 2007  | Spacewatch                  |
| 735144 | 2015 EM37                | 22 ottobre 2006   | Spacewatch                  |
| 735145 | 2015 ER39                | 29 ottobre 2005   | Mount Lemmon Survey         |
| 735146 | 2015 EK40                | 21 gennaio 2015   | Pan-STARRS                  |
| 735147 | 2015 EQ45                | 20 ottobre 2003   | Spacewatch                  |
| 735148 | 2015 ER45                | 17 agosto 2006    | NEAT                        |
| 735149 | 2015 EK48                | 24 febbraio 2015  | Pan-STARRS                  |
| 735150 | 2015 EC50                | 30 dicembre 2008  | Mount Lemmon Survey         |
| 735151 | 2015 EM51                | 23 gennaio 2010   | WISE                        |
| 735152 | 2015 ER52                | 23 gennaio 2015   | Pan-STARRS                  |
| 735153 | 2015 EE54                | 4 maggio 2005     | Osservatorio di Mauna Kea   |
| 735154 | 2015 ER55                | 17 settembre 2006 | Spacewatch                  |
| 735155 | 2015 EN58                | 29 dicembre 2014  | Pan-STARRS                  |
| 735156 | 2015 EY60                | 18 febbraio 2010  | WISE                        |
| 735157 | 2015 EH63                | 25 marzo 2006     | NEAT                        |
| 735158 | 2015 ER65                | 21 febbraio 2012  | Spacewatch                  |
| 735159 | 2015 EO66                | 4 marzo 2006      | Mount Lemmon Survey         |
| 735160 | 2015 ET66                | 12 marzo 2005     | M. W. Buie, L. H. Wasserman |
| 735161 | 2015 EA67                | 14 ottobre 2013   | Mount Lemmon Survey         |
| 735162 | 2015 EG68                | 15 marzo 2010     | Mount Lemmon Survey         |
| 735163 | 2015 EP71                | 8 febbraio 2011   | Mount Lemmon Survey         |
| 735164 | 2015 EM74                | 17 gennaio 2009   | Mount Lemmon Survey         |
| 735165 | 2015 EY74                | 27 aprile 2004    | LINEAR                      |
| 735166 | 2015 EO75                | 21 gennaio 2015   | Pan-STARRS                  |
| 735167 | 2015 FM1                 | 12 ottobre 2013   | M. Żołnowski, M. Kusiak     |
| 735168 | 2015 FX1                 | 19 marzo 2010     | Mount Lemmon Survey         |
| 735169 | 2015 FB3                 | 26 novembre 2009  | Mount Lemmon Survey         |
| 735170 | 2015 FT3                 | 26 dicembre 2014  | Pan-STARRS                  |
| 735171 | 2015 FY3                 | 21 aprile 2012    | Mount Lemmon Survey         |
| 735172 | 2015 FC4                 | 11 maggio 2010    | WISE                        |
| 735173 | 2015 FR4                 | 14 luglio 2013    | Pan-STARRS                  |
| 735174 | 2015 FW5                 | 12 settembre 2013 | Mount Lemmon Survey         |
| 735175 | 2015 FF7                 | 11 febbraio 2004  | Spacewatch                  |
| 735176 | 2015 FO7                 | 19 gennaio 2015   | Spacewatch                  |
| 735177 | 2015 FM10                | 1 marzo 2015      | M. D. Alfaro, O. Vaduvescu  |
| 735178 | 2015 FP10                | 6 dicembre 2013   | Pan-STARRS                  |
| 735179 | 2015 FE12                | 4 febbraio 2009   | Mount Lemmon Survey         |
| 735180 | 2015 FW18                | 25 marzo 2007     | Mount Lemmon Survey         |
| 735181 | 2015 FF19                | 19 settembre 2001 | SDSS Collaboration          |
| 735182 | 2015 FJ19                | 10 aprile 2010    | WISE                        |
| 735183 | 2015 FN19                | 16 gennaio 2004   | NEAT                        |
| 735184 | 2015 FN20                | 20 dicembre 2009  | Spacewatch                  |
| 735185 | 2015 FS20                | 7 gennaio 2014    | Spacewatch                  |
| 735186 | 2015 FA22                | 16 marzo 2015     | Pan-STARRS                  |
| 735187 | 2015 FR24                | 27 novembre 2013  | Pan-STARRS                  |
| 735188 | 2015 FK25                | 28 novembre 2013  | Mount Lemmon Survey         |
| 735189 | 2015 FM25                | 27 settembre 2008 | Mount Lemmon Survey         |
| 735190 | 2015 FL27                | 13 aprile 2010    | Mount Lemmon Survey         |
| 735191 | 2015 FB28                | 9 aprile 2010     | Mount Lemmon Survey         |
| 735192 | 2015 FD40                | 7 ottobre 2004    | Spacewatch                  |
| 735193 | 2015 FS41                | 22 ottobre 1995   | Spacewatch                  |
| 735194 | 2015 FS43                | 25 aprile 2003    | Spacewatch                  |
| 735195 | 2015 FH45                | 10 maggio 2002    | NEAT                        |
| 735196 | 2015 FD47                | 11 novembre 2013  | Mount Lemmon Survey         |
| 735197 | 2015 FW47                | 26 settembre 2006 | Mount Lemmon Survey         |
| 735198 | 2015 FF49                | 26 agosto 2012    | Pan-STARRS                  |
| 735199 | 2015 FZ49                | 19 settembre 2007 | Spacewatch                  |
| 735200 | 2015 FM50                | 28 settembre 1997 | Spacewatch                  |

## 735201–735300
| Nome   | Designazione provvisoria | Data di scoperta  | Scopritore             |
| ------ | ------------------------ | ----------------- | ---------------------- |
| 735201 | 2015 FS50                | 18 gennaio 2015   | Pan-STARRS             |
| 735202 | 2015 FW51                | 18 gennaio 2015   | Pan-STARRS             |
| 735203 | 2015 FR53                | 3 aprile 2010     | WISE                   |
| 735204 | 2015 FU53                | 19 febbraio 2010  | Spacewatch             |
| 735205 | 2015 FN55                | 3 gennaio 2009    | Spacewatch             |
| 735206 | 2015 FY55                | 19 gennaio 2015   | Pan-STARRS             |
| 735207 | 2015 FS56                | 18 ottobre 2012   | Pan-STARRS             |
| 735208 | 2015 FJ58                | 21 luglio 2006    | CSS                    |
| 735209 | 2015 FU60                | 3 dicembre 2013   | Pan-STARRS             |
| 735210 | 2015 FA63                | 18 marzo 2015     | Pan-STARRS             |
| 735211 | 2015 FQ65                | 20 novembre 2007  | Spacewatch             |
| 735212 | 2015 FM68                | 17 dicembre 2009  | Spacewatch             |
| 735213 | 2015 FA69                | 25 marzo 2007     | Mount Lemmon Survey    |
| 735214 | 2015 FQ71                | 30 agosto 2005    | Spacewatch             |
| 735215 | 2015 FH75                | 27 settembre 2003 | Spacewatch             |
| 735216 | 2015 FM75                | 9 aprile 2002     | Spacewatch             |
| 735217 | 2015 FS78                | 19 novembre 2003  | Spacewatch             |
| 735218 | 2015 FZ80                | 8 gennaio 2010    | WISE                   |
| 735219 | 2015 FD81                | 23 ottobre 2006   | Spacewatch             |
| 735220 | 2015 FF81                | 20 marzo 2015     | Pan-STARRS             |
| 735221 | 2015 FH83                | 22 novembre 2008  | Spacewatch             |
| 735222 | 2015 FJ86                | 20 marzo 2015     | Pan-STARRS             |
| 735223 | 2015 FM86                | 19 febbraio 2015  | Mount Lemmon Survey    |
| 735224 | 2015 FZ91                | 10 maggio 2002    | NEAT                   |
| 735225 | 2015 FY93                | 26 settembre 2008 | Mount Lemmon Survey    |
| 735226 | 2015 FS96                | 11 febbraio 2010  | WISE                   |
| 735227 | 2015 FL99                | 30 ottobre 2013   | Pan-STARRS             |
| 735228 | 2015 FH101               | 29 novembre 2013  | Mount Lemmon Survey    |
| 735229 | 2015 FR101               | 22 gennaio 2015   | Pan-STARRS             |
| 735230 | 2015 FL104               | 10 gennaio 2010   | Spacewatch             |
| 735231 | 2015 FA111               | 1 settembre 2005  | Spacewatch             |
| 735232 | 2015 FR113               | 14 maggio 2012    | Pan-STARRS             |
| 735233 | 2015 FN114               | 10 agosto 2012    | Spacewatch             |
| 735234 | 2015 FX118               | 17 gennaio 2001   | AMOS                   |
| 735235 | 2015 FY118               | 16 febbraio 2004  | CSS                    |
| 735236 | 2015 FK119               | 26 gennaio 2010   | WISE                   |
| 735237 | 2015 FP119               | 23 marzo 2004     | LINEAR                 |
| 735238 | 2015 FQ120               | 27 febbraio 2009  | Mount Lemmon Survey    |
| 735239 | 2015 FF121               | 2 marzo 2006      | Mount Lemmon Survey    |
| 735240 | 2015 FS122               | 8 gennaio 2010    | Spacewatch             |
| 735241 | 2015 FF125               | 11 novembre 2013  | Spacewatch             |
| 735242 | 2015 FS125               | 3 ottobre 2013    | Pan-STARRS             |
| 735243 | 2015 FE127               | 15 gennaio 2015   | Pan-STARRS             |
| 735244 | 2015 FW127               | 3 ottobre 2013    | Pan-STARRS             |
| 735245 | 2015 FK128               | 12 marzo 2010     | SSS                    |
| 735246 | 2015 FR128               | 9 novembre 2013   | Pan-STARRS             |
| 735247 | 2015 FY129               | 24 dicembre 2013  | Mount Lemmon Survey    |
| 735248 | 2015 FE131               | 13 maggio 2010    | Mount Lemmon Survey    |
| 735249 | 2015 FK131               | 27 dicembre 2014  | Pan-STARRS             |
| 735250 | 2015 FJ132               | 10 aprile 2010    | CSS                    |
| 735251 | 2015 FV132               | 12 gennaio 2010   | WISE                   |
| 735252 | 2015 FZ133               | 25 gennaio 2015   | Pan-STARRS             |
| 735253 | 2015 FC135               | 21 settembre 2008 | Spacewatch             |
| 735254 | 2015 FT135               | 21 marzo 2015     | Mount Lemmon Survey    |
| 735255 | 2015 FZ135               | 15 novembre 2013  | G. Proffe, S. Hellmich |
| 735256 | 2015 FA138               | 20 novembre 2003  | SDSS Collaboration     |
| 735257 | 2015 FG140               | 16 marzo 2015     | Spacewatch             |
| 735258 | 2015 FY141               | 1 settembre 2002  | NEAT                   |
| 735259 | 2015 FD142               | 17 marzo 2010     | WISE                   |
| 735260 | 2015 FT142               | 21 marzo 2010     | WISE                   |
| 735261 | 2015 FD143               | 17 marzo 2015     | Mount Lemmon Survey    |
| 735262 | 2015 FJ143               | 10 giugno 2012    | Mount Lemmon Survey    |
| 735263 | 2015 FS144               | 21 marzo 2015     | Pan-STARRS             |
| 735264 | 2015 FW145               | 11 ottobre 2005   | Spacewatch             |
| 735265 | 2015 FV146               | 26 settembre 2003 | SDSS Collaboration     |
| 735266 | 2015 FV147               | 18 ottobre 2012   | Pan-STARRS             |
| 735267 | 2015 FN149               | 20 aprile 2007    | Mount Lemmon Survey    |
| 735268 | 2015 FM150               | 27 ottobre 2008   | Mount Lemmon Survey    |
| 735269 | 2015 FH154               | 9 febbraio 2005   | Spacewatch             |
| 735270 | 2015 FZ154               | 19 agosto 2001    | Cerro Tololo Obs.      |
| 735271 | 2015 FP155               | 24 settembre 2011 | Spacewatch             |
| 735272 | 2015 FE158               | 19 settembre 1998 | SDSS Collaboration     |
| 735273 | 2015 FY160               | 17 marzo 2015     | Spacewatch             |
| 735274 | 2015 FD169               | 17 settembre 2001 | Spacewatch             |
| 735275 | 2015 FX170               | 21 marzo 2015     | Pan-STARRS             |
| 735276 | 2015 FP172               | 21 marzo 2015     | Pan-STARRS             |
| 735277 | 2015 FA173               | 11 aprile 2007    | Mount Lemmon Survey    |
| 735278 | 2015 FK175               | 26 settembre 2003 | SDSS Collaboration     |
| 735279 | 2015 FT176               | 18 settembre 2007 | Mount Lemmon Survey    |
| 735280 | 2015 FE177               | 17 novembre 2001  | Spacewatch             |
| 735281 | 2015 FA178               | 10 ottobre 2002   | SDSS Collaboration     |
| 735282 | 2015 FB178               | 17 gennaio 2004   | NEAT                   |
| 735283 | 2015 FJ178               | 30 ottobre 2013   | Pan-STARRS             |
| 735284 | 2015 FT178               | 13 aprile 2002    | NEAT                   |
| 735285 | 2015 FK183               | 28 giugno 2010    | WISE                   |
| 735286 | 2015 FH184               | 15 marzo 2010     | Mount Lemmon Survey    |
| 735287 | 2015 FN185               | 19 novembre 2008  | Spacewatch             |
| 735288 | 2015 FB186               | 7 luglio 2010     | WISE                   |
| 735289 | 2015 FE188               | 18 gennaio 2015   | Pan-STARRS             |
| 735290 | 2015 FE190               | 22 marzo 2015     | Pan-STARRS             |
| 735291 | 2015 FA195               | 7 febbraio 2010   | WISE                   |
| 735292 | 2015 FS195               | 3 maggio 2008     | Spacewatch             |
| 735293 | 2015 FT196               | 14 giugno 2010    | WISE                   |
| 735294 | 2015 FL198               | 17 novembre 2009  | Spacewatch             |
| 735295 | 2015 FP201               | 11 febbraio 2015  | Mount Lemmon Survey    |
| 735296 | 2015 FP202               | 7 maggio 2005     | Spacewatch             |
| 735297 | 2015 FS203               | 27 gennaio 2011   | Spacewatch             |
| 735298 | 2015 FH208               | 31 dicembre 2007  | Spacewatch             |
| 735299 | 2015 FB212               | 17 febbraio 2010  | CSS                    |
| 735300 | 2015 FH212               | 22 marzo 2015     | Pan-STARRS             |

## 735301–735400
| Nome   | Designazione provvisoria | Data di scoperta  | Scopritore                    |
| ------ | ------------------------ | ----------------- | ----------------------------- |
| 735301 | 2015 FC214               | 22 luglio 2001    | NEAT                          |
| 735302 | 2015 FK214               | 2 marzo 2010      | WISE                          |
| 735303 | 2015 FQ214               | 12 gennaio 2010   | CSS                           |
| 735304 | 2015 FV214               | 22 ottobre 2006   | Mount Lemmon Survey           |
| 735305 | 2015 FA215               | 23 ottobre 2013   | Mount Lemmon Survey           |
| 735306 | 2015 FV219               | 1 ottobre 2006    | Spacewatch                    |
| 735307 | 2015 FY222               | 19 marzo 2009     | Spacewatch                    |
| 735308 | 2015 FA223               | 23 gennaio 2006   | Spacewatch                    |
| 735309 | 2015 FN226               | 10 gennaio 2007   | Spacewatch                    |
| 735310 | 2015 FK227               | 16 febbraio 2015  | Pan-STARRS                    |
| 735311 | 2015 FP227               | 17 settembre 2012 | Spacewatch                    |
| 735312 | 2015 FC238               | 27 gennaio 2010   | WISE                          |
| 735313 | 2015 FD238               | 23 gennaio 2015   | Pan-STARRS                    |
| 735314 | 2015 FW238               | 18 gennaio 2009   | Mount Lemmon Survey           |
| 735315 | 2015 FT240               | 24 aprile 2003    | Spacewatch                    |
| 735316 | 2015 FO242               | 28 gennaio 2010   | WISE                          |
| 735317 | 2015 FA245               | 12 dicembre 2013  | Pan-STARRS                    |
| 735318 | 2015 FB246               | 3 aprile 2008     | Spacewatch                    |
| 735319 | 2015 FM246               | 6 settembre 2013  | Mount Lemmon Survey           |
| 735320 | 2015 FR246               | 4 ottobre 2006    | Mount Lemmon Survey           |
| 735321 | 2015 FQ247               | 19 gennaio 2009   | Mount Lemmon Survey           |
| 735322 | 2015 FO252               | 20 settembre 2012 | M. Żołnowski, M. Kusiak       |
| 735323 | 2015 FY255               | 9 marzo 2011      | Mount Lemmon Survey           |
| 735324 | 2015 FA256               | 18 novembre 2003  | Spacewatch                    |
| 735325 | 2015 FY256               | 23 marzo 2015     | Pan-STARRS                    |
| 735326 | 2015 FF257               | 11 novembre 2007  | Mount Lemmon Survey           |
| 735327 | 2015 FO261               | 16 febbraio 2015  | Pan-STARRS                    |
| 735328 | 2015 FK262               | 31 gennaio 2015   | Pan-STARRS                    |
| 735329 | 2015 FM262               | 16 febbraio 2015  | Pan-STARRS                    |
| 735330 | 2015 FZ264               | 3 novembre 2010   | Mount Lemmon Survey           |
| 735331 | 2015 FS265               | 17 novembre 2009  | Mount Lemmon Survey           |
| 735332 | 2015 FS266               | 16 febbraio 2015  | Pan-STARRS                    |
| 735333 | 2015 FU267               | 9 maggio 2010     | Mount Lemmon Survey           |
| 735334 | 2015 FS268               | 9 febbraio 2010   | WISE                          |
| 735335 | 2015 FV270               | 12 novembre 2001  | SDSS Collaboration            |
| 735336 | 2015 FA272               | 11 febbraio 2010  | WISE                          |
| 735337 | 2015 FE274               | 17 febbraio 2015  | Pan-STARRS                    |
| 735338 | 2015 FL275               | 19 gennaio 2015   | Pan-STARRS                    |
| 735339 | 2015 FY276               | 15 dicembre 2009  | Mount Lemmon Survey           |
| 735340 | 2015 FX280               | 29 dicembre 2014  | Pan-STARRS                    |
| 735341 | 2015 FH281               | 9 marzo 2011      | Mount Lemmon Survey           |
| 735342 | 2015 FE283               | 12 novembre 2013  | Mount Lemmon Survey           |
| 735343 | 2015 FR283               | 19 gennaio 2015   | Pan-STARRS                    |
| 735344 | 2015 FU283               | 1 febbraio 2009   | Mount Lemmon Survey           |
| 735345 | 2015 FP284               | 9 novembre 2013   | Pan-STARRS                    |
| 735346 | 2015 FY287               | 8 aprile 2010     | Mount Lemmon Survey           |
| 735347 | 2015 FA288               | 15 ottobre 2012   | Pan-STARRS                    |
| 735348 | 2015 FW288               | 17 gennaio 2010   | WISE                          |
| 735349 | 2015 FB292               | 28 gennaio 2015   | Pan-STARRS                    |
| 735350 | 2015 FS292               | 10 febbraio 2011  | Mount Lemmon Survey           |
| 735351 | 2015 FM293               | 23 gennaio 2015   | Pan-STARRS                    |
| 735352 | 2015 FC295               | 2 gennaio 2014    | Mount Lemmon Survey           |
| 735353 | 2015 FF295               | 20 marzo 1999     | SDSS Collaboration            |
| 735354 | 2015 FO300               | 19 dicembre 2004  | Mount Lemmon Survey           |
| 735355 | 2015 FH303               | 29 marzo 2009     | Mount Lemmon Survey           |
| 735356 | 2015 FE306               | 15 ottobre 2001   | Spacewatch                    |
| 735357 | 2015 FM307               | 19 maggio 2010    | WISE                          |
| 735358 | 2015 FD308               | 27 gennaio 2007   | Mount Lemmon Survey           |
| 735359 | 2015 FC309               | 27 marzo 2010     | WISE                          |
| 735360 | 2015 FE311               | 25 marzo 2015     | Pan-STARRS                    |
| 735361 | 2015 FR311               | 25 marzo 2015     | Pan-STARRS                    |
| 735362 | 2015 FT314               | 6 settembre 2013  | Mount Lemmon Survey           |
| 735363 | 2015 FZ315               | 26 settembre 2012 | Mount Lemmon Survey           |
| 735364 | 2015 FG316               | 1 ottobre 2013    | Spacewatch                    |
| 735365 | 2015 FG322               | 24 gennaio 2003   | NEAT                          |
| 735366 | 2015 FE323               | 10 marzo 2010     | WISE                          |
| 735367 | 2015 FJ323               | 30 dicembre 2008  | Mount Lemmon Survey           |
| 735368 | 2015 FY324               | 11 marzo 2010     | WISE                          |
| 735369 | 2015 FA331               | 27 febbraio 2015  | Pan-STARRS                    |
| 735370 | 2015 FF333               | 18 aprile 2010    | WISE                          |
| 735371 | 2015 FD334               | 15 febbraio 2010  | WISE                          |
| 735372 | 2015 FT334               | 30 aprile 2004    | Spacewatch                    |
| 735373 | 2015 FM335               | 3 marzo 2005      | Spacewatch                    |
| 735374 | 2015 FY336               | 27 ottobre 2013   | CSS                           |
| 735375 | 2015 FG337               | 30 marzo 2015     | Pan-STARRS                    |
| 735376 | 2015 FO337               | 31 dicembre 2013  | Mount Lemmon Survey           |
| 735377 | 2015 FT337               | 30 maggio 2002    | NEAT                          |
| 735378 | 2015 FP338               | 7 febbraio 2008   | Spacewatch                    |
| 735379 | 2015 FB340               | 26 settembre 2005 | NEAT                          |
| 735380 | 2015 FS342               | 23 maggio 2001    | J. L. Elliot, L. H. Wasserman |
| 735381 | 2015 FZ342               | 27 marzo 2015     | CSS                           |
| 735382 | 2015 FQ343               | 21 novembre 2001  | SDSS Collaboration            |
| 735383 | 2015 FE346               | 16 marzo 2010     | CSS                           |
| 735384 | 2015 FW347               | 29 settembre 2008 | CSS                           |
| 735385 | 2015 FZ347               | 2 febbraio 2009   | Mount Lemmon Survey           |
| 735386 | 2015 FG351               | 18 gennaio 2010   | WISE                          |
| 735387 | 2015 FL351               | 10 marzo 2015     | Mount Lemmon Survey           |
| 735388 | 2015 FY353               | 25 settembre 2009 | Spacewatch                    |
| 735389 | 2015 FG354               | 30 maggio 2008    | Mount Lemmon Survey           |
| 735390 | 2015 FV360               | 5 settembre 2008  | Spacewatch                    |
| 735391 | 2015 FS361               | 17 febbraio 2010  | Spacewatch                    |
| 735392 | 2015 FF362               | 25 gennaio 2006   | Spacewatch                    |
| 735393 | 2015 FQ363               | 1 ottobre 2013    | Spacewatch                    |
| 735394 | 2015 FZ363               | 15 febbraio 2010  | WISE                          |
| 735395 | 2015 FX364               | 2 aprile 2005     | Spacewatch                    |
| 735396 | 2015 FE365               | 9 novembre 2013   | Pan-STARRS                    |
| 735397 | 2015 FD369               | 20 febbraio 2015  | Pan-STARRS                    |
| 735398 | 2015 FG372               | 26 novembre 2012  | Mount Lemmon Survey           |
| 735399 | 2015 FV375               | 18 marzo 2015     | Pan-STARRS                    |
| 735400 | 2015 FK377               | 28 novembre 2013  | Mount Lemmon Survey           |

## 735401–735500
| Nome   | Designazione provvisoria | Data di scoperta  | Scopritore                      |
| ------ | ------------------------ | ----------------- | ------------------------------- |
| 735401 | 2015 FG382               | 27 dicembre 2006  | Mount Lemmon Survey             |
| 735402 | 2015 FD383               | 1 novembre 2006   | Mount Lemmon Survey             |
| 735403 | 2015 FR384               | 20 giugno 2006    | Mount Lemmon Survey             |
| 735404 | 2015 FT385               | 29 giugno 2005    | Spacewatch                      |
| 735405 | 2015 FF386               | 20 marzo 2015     | Pan-STARRS                      |
| 735406 | 2015 FT387               | 20 marzo 2015     | Pan-STARRS                      |
| 735407 | 2015 FH390               | 26 ottobre 2009   | Mount Lemmon Survey             |
| 735408 | 2015 FU392               | 18 ottobre 2012   | Pan-STARRS                      |
| 735409 | 2015 FU402               | 11 dicembre 2013  | Mount Lemmon Survey             |
| 735410 | 2015 FW405               | 3 marzo 2011      | Mount Lemmon Survey             |
| 735411 | 2015 FV411               | 28 marzo 2015     | Pan-STARRS                      |
| 735412 | 2015 FB412               | 28 marzo 2015     | Pan-STARRS                      |
| 735413 | 2015 FS414               | 22 marzo 2015     | Mount Lemmon Survey             |
| 735414 | 2015 FY414               | 22 marzo 2015     | Pan-STARRS                      |
| 735415 | 2015 FO415               | 22 marzo 2010     | WISE                            |
| 735416 | 2015 FW416               | 16 marzo 2015     | Pan-STARRS                      |
| 735417 | 2015 FZ418               | 16 marzo 2015     | Pan-STARRS                      |
| 735418 | 2015 FU420               | 18 marzo 2015     | Pan-STARRS                      |
| 735419 | 2015 FL433               | 21 marzo 2015     | Mount Lemmon Survey             |
| 735420 | 2015 FO434               | 29 marzo 2015     | Spacewatch                      |
| 735421 | 2015 FE437               | 24 marzo 2015     | Pan-STARRS                      |
| 735422 | 2015 FN438               | 17 marzo 2015     | Pan-STARRS                      |
| 735423 | 2015 FS438               | 27 marzo 2015     | Pan-STARRS                      |
| 735424 | 2015 FJ439               | 16 marzo 2015     | Pan-STARRS                      |
| 735425 | 2015 FJ441               | 26 settembre 2003 | SDSS Collaboration              |
| 735426 | 2015 FB446               | 22 marzo 2015     | Pan-STARRS                      |
| 735427 | 2015 FQ449               | 27 marzo 2015     | Pan-STARRS                      |
| 735428 | 2015 FE452               | 29 marzo 2015     | Pan-STARRS                      |
| 735429 | 2015 FH457               | 25 marzo 2015     | Mount Lemmon Survey             |
| 735430 | 2015 FR460               | 25 marzo 2015     | Pan-STARRS                      |
| 735431 | 2015 GL1                 | 17 marzo 2004     | SDSS Collaboration              |
| 735432 | 2015 GO1                 | 22 febbraio 2002  | NEAT                            |
| 735433 | 2015 GK7                 | 14 dicembre 2007  | Mount Lemmon Survey             |
| 735434 | 2015 GV7                 | 6 febbraio 2010   | WISE                            |
| 735435 | 2015 GZ10                | 28 gennaio 2015   | Pan-STARRS                      |
| 735436 | 2015 GE11                | 18 febbraio 2010  | WISE                            |
| 735437 | 2015 GR11                | 17 giugno 2005    | Mount Lemmon Survey             |
| 735438 | 2015 GN15                | 6 settembre 2008  | Mount Lemmon Survey             |
| 735439 | 2015 GS16                | 11 aprile 2002    | NEAT                            |
| 735440 | 2015 GC18                | 25 gennaio 2015   | Pan-STARRS                      |
| 735441 | 2015 GQ24                | 30 gennaio 2015   | Pan-STARRS                      |
| 735442 | 2015 GJ25                | 30 agosto 2002    | Spacewatch                      |
| 735443 | 2015 GL30                | 20 novembre 2009  | Spacewatch                      |
| 735444 | 2015 GP30                | 4 novembre 2013   | Mount Lemmon Survey             |
| 735445 | 2015 GY32                | 22 marzo 2015     | Pan-STARRS                      |
| 735446 | 2015 GP33                | 2 ottobre 2011    | L. Elenin                       |
| 735447 | 2015 GU33                | 2 gennaio 2011    | Mount Lemmon Survey             |
| 735448 | 2015 GW33                | 23 gennaio 2006   | Spacewatch                      |
| 735449 | 2015 GM34                | 4 giugno 2011     | M. Schwartz, P. R. Holvorcem    |
| 735450 | 2015 GM36                | 24 aprile 2004    | W. Bickel                       |
| 735451 | 2015 GV36                | 14 marzo 2004     | P. R. Holvorcem, M. Schwartz    |
| 735452 | 2015 GG37                | 23 gennaio 2015   | Pan-STARRS                      |
| 735453 | 2015 GA38                | 23 gennaio 2015   | Pan-STARRS                      |
| 735454 | 2015 GF39                | 26 marzo 2011     | Mount Lemmon Survey             |
| 735455 | 2015 GK39                | 21 ottobre 2003   | NEAT                            |
| 735456 | 2015 GQ39                | 29 settembre 2008 | CSS                             |
| 735457 | 2015 GL47                | 10 aprile 2010    | Spacewatch                      |
| 735458 | 2015 GG51                | 31 marzo 2008     | Mount Lemmon Survey             |
| 735459 | 2015 GJ52                | 8 novembre 2013   | Spacewatch                      |
| 735460 | 2015 GQ53                | 14 aprile 2015    | Spacewatch                      |
| 735461 | 2015 GC69                | 11 aprile 2015    | Mount Lemmon Survey             |
| 735462 | 2015 HJ2                 | 10 dicembre 2009  | Mount Lemmon Survey             |
| 735463 | 2015 HD6                 | 20 maggio 2006    | Mount Lemmon Survey             |
| 735464 | 2015 HE6                 | 11 ottobre 2004   | L. H. Wasserman, J. R. Lovering |
| 735465 | 2015 HJ6                 | 30 settembre 2006 | Spacewatch                      |
| 735466 | 2015 HX6                 | 3 settembre 2002  | NEAT                            |
| 735467 | 2015 HU7                 | 17 febbraio 2015  | Pan-STARRS                      |
| 735468 | 2015 HX7                 | 17 febbraio 2015  | Pan-STARRS                      |
| 735469 | 2015 HF8                 | 7 settembre 2008  | CSS                             |
| 735470 | 2015 HM8                 | 19 ottobre 2007   | CSS                             |
| 735471 | 2015 HW12                | 11 marzo 2015     | Spacewatch                      |
| 735472 | 2015 HV16                | 13 ottobre 2007   | Spacewatch                      |
| 735473 | 2015 HE19                | 22 marzo 2015     | Spacewatch                      |
| 735474 | 2015 HT19                | 8 febbraio 2011   | Mount Lemmon Survey             |
| 735475 | 2015 HO21                | 13 aprile 2015    | Mount Lemmon Survey             |
| 735476 | 2015 HM23                | 23 febbraio 2015  | Pan-STARRS                      |
| 735477 | 2015 HK24                | 21 marzo 2015     | Pan-STARRS                      |
| 735478 | 2015 HY24                | 17 marzo 2015     | Pan-STARRS                      |
| 735479 | 2015 HF26                | 16 maggio 2010    | Spacewatch                      |
| 735480 | 2015 HP29                | 18 luglio 2012    | CSS                             |
| 735481 | 2015 HT30                | 23 gennaio 2015   | Pan-STARRS                      |
| 735482 | 2015 HC32                | 4 dicembre 2008   | Spacewatch                      |
| 735483 | 2015 HE32                | 8 giugno 2005     | Spacewatch                      |
| 735484 | 2015 HQ32                | 2 aprile 2005     | Spacewatch                      |
| 735485 | 2015 HJ34                | 16 marzo 2009     | Spacewatch                      |
| 735486 | 2015 HU35                | 31 dicembre 2013  | Pan-STARRS                      |
| 735487 | 2015 HW36                | 15 dicembre 2009  | W. Bickel                       |
| 735488 | 2015 HM37                | 16 giugno 2012    | Pan-STARRS                      |
| 735489 | 2015 HB38                | 26 gennaio 2014   | Pan-STARRS                      |
| 735490 | 2015 HG40                | 17 marzo 2004     | Spacewatch                      |
| 735491 | 2015 HZ41                | 31 marzo 2004     | Spacewatch                      |
| 735492 | 2015 HB43                | 29 gennaio 2009   | Mount Lemmon Survey             |
| 735493 | 2015 HA44                | 20 ottobre 2003   | Spacewatch                      |
| 735494 | 2015 HG44                | 24 ottobre 2009   | Mount Lemmon Survey             |
| 735495 | 2015 HQ44                | 2 ottobre 2006    | Mount Lemmon Survey             |
| 735496 | 2015 HT44                | 21 marzo 2015     | Pan-STARRS                      |
| 735497 | 2015 HO45                | 23 ottobre 2001   | NEAT                            |
| 735498 | 2015 HG46                | 11 aprile 2010    | Mount Lemmon Survey             |
| 735499 | 2015 HG49                | 10 aprile 2010    | Spacewatch                      |
| 735500 | 2015 HM52                | 25 febbraio 2011  | Mount Lemmon Survey             |

## 735501–735600
| Nome   | Designazione provvisoria | Data di scoperta  | Scopritore                   |
| ------ | ------------------------ | ----------------- | ---------------------------- |
| 735501 | 2015 HR52                | 1 novembre 2008   | Mount Lemmon Survey          |
| 735502 | 2015 HS53                | 7 ottobre 2012    | Pan-STARRS                   |
| 735503 | 2015 HA54                | 23 gennaio 2015   | Pan-STARRS                   |
| 735504 | 2015 HD54                | 3 ottobre 2013    | Pan-STARRS                   |
| 735505 | 2015 HV55                | 18 aprile 2015    | Pan-STARRS                   |
| 735506 | 2015 HY55                | 12 settembre 2001 | LINEAR                       |
| 735507 | 2015 HO56                | 18 aprile 2015    | Pan-STARRS                   |
| 735508 | 2015 HK57                | 1 ottobre 2011    | Spacewatch                   |
| 735509 | 2015 HV57                | 22 ottobre 2005   | Spacewatch                   |
| 735510 | 2015 HA58                | 18 aprile 2015    | Pan-STARRS                   |
| 735511 | 2015 HF58                | 31 ottobre 2008   | Mount Lemmon Survey          |
| 735512 | 2015 HJ58                | 23 marzo 2004     | Spacewatch                   |
| 735513 | 2015 HT59                | 21 aprile 2010    | SSS                          |
| 735514 | 2015 HW60                | 27 febbraio 2015  | Pan-STARRS                   |
| 735515 | 2015 HS62                | 12 marzo 2010     | CSS                          |
| 735516 | 2015 HU62                | 11 marzo 2002     | NEAT                         |
| 735517 | 2015 HK70                | 30 settembre 2006 | Mount Lemmon Survey          |
| 735518 | 2015 HZ72                | 19 aprile 2015    | Mount Lemmon Survey          |
| 735519 | 2015 HQ74                | 13 maggio 2011    | Mount Lemmon Survey          |
| 735520 | 2015 HH84                | 20 aprile 2015    | M. Altmann, T. Prusti        |
| 735521 | 2015 HS93                | 12 ottobre 2009   | Mount Lemmon Survey          |
| 735522 | 2015 HH94                | 24 aprile 2003    | Spacewatch                   |
| 735523 | 2015 HY94                | 27 dicembre 2006  | Mount Lemmon Survey          |
| 735524 | 2015 HT97                | 18 marzo 2015     | Pan-STARRS                   |
| 735525 | 2015 HY99                | 23 aprile 2015    | Pan-STARRS                   |
| 735526 | 2015 HJ100               | 10 aprile 2015    | Mount Lemmon Survey          |
| 735527 | 2015 HM102               | 15 aprile 2010    | Mount Lemmon Survey          |
| 735528 | 2015 HD103               | 15 luglio 2005    | Spacewatch                   |
| 735529 | 2015 HM103               | 26 settembre 2006 | CSS                          |
| 735530 | 2015 HO104               | 3 maggio 2008     | Mount Lemmon Survey          |
| 735531 | 2015 HS105               | 22 marzo 2015     | Pan-STARRS                   |
| 735532 | 2015 HZ105               | 25 aprile 2003    | Spacewatch                   |
| 735533 | 2015 HB107               | 28 gennaio 2015   | Pan-STARRS                   |
| 735534 | 2015 HM107               | 7 dicembre 2005   | Spacewatch                   |
| 735535 | 2015 HY107               | 12 aprile 2010    | WISE                         |
| 735536 | 2015 HA108               | 25 gennaio 2014   | M. Ory                       |
| 735537 | 2015 HF108               | 23 aprile 2015    | Pan-STARRS                   |
| 735538 | 2015 HM109               | 6 settembre 2012  | Pan-STARRS                   |
| 735539 | 2015 HT109               | 28 gennaio 2015   | Pan-STARRS                   |
| 735540 | 2015 HN110               | 28 gennaio 2015   | Pan-STARRS                   |
| 735541 | 2015 HL111               | 23 agosto 2011    | Pan-STARRS                   |
| 735542 | 2015 HY111               | 3 luglio 2005     | NEAT                         |
| 735543 | 2015 HZ114               | 28 gennaio 2015   | Pan-STARRS                   |
| 735544 | 2015 HU115               | 23 novembre 2006  | Spacewatch                   |
| 735545 | 2015 HZ118               | 9 marzo 2011      | Mount Lemmon Survey          |
| 735546 | 2015 HX120               | 19 settembre 1998 | SDSS Collaboration           |
| 735547 | 2015 HP121               | 18 marzo 2015     | Pan-STARRS                   |
| 735548 | 2015 HX121               | 23 aprile 2015    | Pan-STARRS                   |
| 735549 | 2015 HO123               | 23 dicembre 2006  | Mount Lemmon Survey          |
| 735550 | 2015 HE125               | 28 marzo 2009     | Spacewatch                   |
| 735551 | 2015 HB126               | 21 ottobre 2009   | Mount Lemmon Survey          |
| 735552 | 2015 HS134               | 10 aprile 2015    | Mount Lemmon Survey          |
| 735553 | 2015 HR135               | 8 ottobre 2012    | Pan-STARRS                   |
| 735554 | 2015 HS143               | 30 dicembre 2007  | Mount Lemmon Survey          |
| 735555 | 2015 HM144               | 10 gennaio 2007   | Spacewatch                   |
| 735556 | 2015 HO145               | 28 febbraio 2010  | WISE                         |
| 735557 | 2015 HZ145               | 11 agosto 2012    | SSS                          |
| 735558 | 2015 HX147               | 13 aprile 2004    | NEAT                         |
| 735559 | 2015 HE149               | 23 aprile 2015    | Pan-STARRS                   |
| 735560 | 2015 HS151               | 8 maggio 2011     | Mount Lemmon Survey          |
| 735561 | 2015 HD152               | 23 aprile 2015    | Pan-STARRS                   |
| 735562 | 2015 HR154               | 29 maggio 2010    | WISE                         |
| 735563 | 2015 HY154               | 14 novembre 2010  | Mount Lemmon Survey          |
| 735564 | 2015 HJ155               | 7 ottobre 1996    | Spacewatch                   |
| 735565 | 2015 HQ156               | 31 gennaio 2004   | SDSS Collaboration           |
| 735566 | 2015 HQ158               | 20 aprile 2007    | Mount Lemmon Survey          |
| 735567 | 2015 HY159               | 11 novembre 2009  | Mount Lemmon Survey          |
| 735568 | 2015 HR166               | 23 aprile 2015    | Pan-STARRS                   |
| 735569 | 2015 HN168               | 15 gennaio 2007   | Osservatorio di Mauna Kea    |
| 735570 | 2015 HO174               | 18 aprile 2015    | Mount Lemmon Survey          |
| 735571 | 2015 HT176               | 25 aprile 2010    | WISE                         |
| 735572 | 2015 HD177               | 14 novembre 2006  | Spacewatch                   |
| 735573 | 2015 HH178               | 25 marzo 2010     | WISE                         |
| 735574 | 2015 HP179               | 14 ottobre 2004   | Spacewatch                   |
| 735575 | 2015 HF180               | 10 marzo 2005     | K. Černis, J. Zdanavičius    |
| 735576 | 2015 HL180               | 17 settembre 2012 | Spacewatch                   |
| 735577 | 2015 HJ181               | 28 settembre 2002 | AMOS                         |
| 735578 | 2015 HO181               | 20 maggio 2004    | CINEOS                       |
| 735579 | 2015 HD187               | 20 marzo 2002     | Spacewatch                   |
| 735580 | 2015 HL187               | 25 aprile 2015    | Pan-STARRS                   |
| 735581 | 2015 HB189               | 18 aprile 2015    | Pan-STARRS                   |
| 735582 | 2015 HY191               | 13 giugno 2005    | Mount Lemmon Survey          |
| 735583 | 2015 HG204               | 23 maggio 2011    | M. Schwartz, P. R. Holvorcem |
| 735584 | 2015 HH208               | 23 aprile 2015    | Pan-STARRS                   |
| 735585 | 2015 HB213               | 18 aprile 2015    | Pan-STARRS                   |
| 735586 | 2015 HF213               | 24 aprile 2015    | Pan-STARRS                   |
| 735587 | 2015 HS213               | 24 aprile 2015    | Pan-STARRS                   |
| 735588 | 2015 HU220               | 19 aprile 2015    | Mount Lemmon Survey          |
| 735589 | 2015 HG233               | 26 agosto 2016    | Pan-STARRS                   |
| 735590 | 2015 HR233               | 9 agosto 2016     | Pan-STARRS                   |
| 735591 | 2015 JB2                 | 3 dicembre 2010   | Mount Lemmon Survey          |
| 735592 | 2015 JL2                 | 14 ottobre 2009   | Mount Lemmon Survey          |
| 735593 | 2015 JT2                 | 5 febbraio 2014   | Spacewatch                   |
| 735594 | 2015 JW3                 | 2 aprile 2010     | WISE                         |
| 735595 | 2015 JL7                 | 31 dicembre 2008  | Mount Lemmon Survey          |
| 735596 | 2015 JS9                 | 1 febbraio 2003   | NEAT                         |
| 735597 | 2015 JU9                 | 25 ottobre 2008   | Spacewatch                   |
| 735598 | 2015 JY9                 | 28 settembre 2011 | Spacewatch                   |
| 735599 | 2015 JO10                | 17 febbraio 2010  | WISE                         |
| 735600 | 2015 JW12                | 9 novembre 2008   | Spacewatch                   |

## 735601–735700
| Nome   | Designazione provvisoria | Data di scoperta  | Scopritore                 |
| ------ | ------------------------ | ----------------- | -------------------------- |
| 735601 | 2015 JM14                | 15 maggio 2015    | Pan-STARRS                 |
| 735602 | 2015 JX19                | 11 maggio 2015    | Mount Lemmon Survey        |
| 735603 | 2015 JJ20                | 10 maggio 2015    | Mount Lemmon Survey        |
| 735604 | 2015 JG23                | 13 maggio 2015    | Mount Lemmon Survey        |
| 735605 | 2015 JM27                | 12 maggio 2015    | Mount Lemmon Survey        |
| 735606 | 2015 KB3                 | 9 marzo 2005      | LONEOS                     |
| 735607 | 2015 KV3                 | 30 ottobre 2008   | Spacewatch                 |
| 735608 | 2015 KJ4                 | 16 maggio 2010    | Mount Lemmon Survey        |
| 735609 | 2015 KZ5                 | 13 agosto 2012    | Pan-STARRS                 |
| 735610 | 2015 KY7                 | 7 marzo 2010      | WISE                       |
| 735611 | 2015 KH8                 | 17 giugno 2010    | Mount Lemmon Survey        |
| 735612 | 2015 KR8                 | 3 marzo 2010      | WISE                       |
| 735613 | 2015 KQ12                | 28 gennaio 2014   | Spacewatch                 |
| 735614 | 2015 KN13                | 6 novembre 2005   | CSS                        |
| 735615 | 2015 KQ13                | 28 marzo 2015     | Pan-STARRS                 |
| 735616 | 2015 KT22                | 21 aprile 2002    | NEAT                       |
| 735617 | 2015 KK24                | 20 settembre 2006 | LONEOS                     |
| 735618 | 2015 KF25                | 15 aprile 2010    | WISE                       |
| 735619 | 2015 KT25                | 29 marzo 2011     | Mount Lemmon Survey        |
| 735620 | 2015 KH28                | 9 febbraio 2010   | Spacewatch                 |
| 735621 | 2015 KM28                | 20 aprile 2010    | WISE                       |
| 735622 | 2015 KL30                | 9 ottobre 2012    | Mount Lemmon Survey        |
| 735623 | 2015 KH31                | 1 marzo 2008      | Spacewatch                 |
| 735624 | 2015 KB33                | 10 maggio 2010    | Mount Lemmon Survey        |
| 735625 | 2015 KA34                | 21 settembre 2009 | Spacewatch                 |
| 735626 | 2015 KG35                | 10 maggio 2015    | Mount Lemmon Survey        |
| 735627 | 2015 KJ36                | 9 aprile 2003     | Spacewatch                 |
| 735628 | 2015 KZ36                | 14 luglio 2010    | WISE                       |
| 735629 | 2015 KS39                | 16 ottobre 2003   | Spacewatch                 |
| 735630 | 2015 KP43                | 20 maggio 2015    | Pan-STARRS                 |
| 735631 | 2015 KW44                | 18 novembre 2008  | Spacewatch                 |
| 735632 | 2015 KL45                | 20 maggio 2015    | Pan-STARRS                 |
| 735633 | 2015 KV47                | 20 maggio 2015    | Pan-STARRS                 |
| 735634 | 2015 KJ49                | 20 maggio 2015    | Pan-STARRS                 |
| 735635 | 2015 KS50                | 1 aprile 2011     | Mount Lemmon Survey        |
| 735636 | 2015 KA53                | 20 maggio 2015    | Pan-STARRS                 |
| 735637 | 2015 KN54                | 20 maggio 2015    | Pan-STARRS                 |
| 735638 | 2015 KR55                | 16 marzo 2004     | Spacewatch                 |
| 735639 | 2015 KC59                | 25 ottobre 2008   | Mount Lemmon Survey        |
| 735640 | 2015 KR59                | 24 ottobre 2005   | Osservatorio di Mauna Kea  |
| 735641 | 2015 KD61                | 22 gennaio 2015   | Pan-STARRS                 |
| 735642 | 2015 KD62                | 8 ottobre 2002    | LONEOS                     |
| 735643 | 2015 KL62                | 20 maggio 2010    | WISE                       |
| 735644 | 2015 KG63                | 22 aprile 2010    | WISE                       |
| 735645 | 2015 KS65                | 30 marzo 2015     | Pan-STARRS                 |
| 735646 | 2015 KJ68                | 21 febbraio 2010  | WISE                       |
| 735647 | 2015 KF69                | 4 dicembre 2007   | Mount Lemmon Survey        |
| 735648 | 2015 KN69                | 10 luglio 2005    | Spacewatch                 |
| 735649 | 2015 KT71                | 27 agosto 1995    | Spacewatch                 |
| 735650 | 2015 KZ71                | 24 aprile 2006    | Spacewatch                 |
| 735651 | 2015 KQ75                | 16 maggio 2005    | Spacewatch                 |
| 735652 | 2015 KU75                | 28 gennaio 2007   | CSS                        |
| 735653 | 2015 KP76                | 31 marzo 2015     | Pan-STARRS                 |
| 735654 | 2015 KK78                | 18 settembre 2011 | Mount Lemmon Survey        |
| 735655 | 2015 KT81                | 30 aprile 2010    | WISE                       |
| 735656 | 2015 KO83                | 21 dicembre 2006  | Mount Lemmon Survey        |
| 735657 | 2015 KV87                | 5 ottobre 2004    | NEAT                       |
| 735658 | 2015 KQ97                | 26 gennaio 2014   | Pan-STARRS                 |
| 735659 | 2015 KH98                | 5 ottobre 2012    | Pan-STARRS                 |
| 735660 | 2015 KF100               | 21 maggio 2015    | Pan-STARRS                 |
| 735661 | 2015 KO100               | 21 maggio 2015    | Pan-STARRS                 |
| 735662 | 2015 KL101               | 17 aprile 2010    | P. Kyrylenko, Y. Ivaščenko |
| 735663 | 2015 KR104               | 21 maggio 2015    | Pan-STARRS                 |
| 735664 | 2015 KY104               | 21 maggio 2015    | Pan-STARRS                 |
| 735665 | 2015 KZ104               | 21 maggio 2015    | Pan-STARRS                 |
| 735666 | 2015 KA105               | 23 aprile 2015    | Pan-STARRS                 |
| 735667 | 2015 KZ107               | 16 maggio 2005    | Spacewatch                 |
| 735668 | 2015 KJ112               | 30 marzo 2011     | Pan-STARRS                 |
| 735669 | 2015 KC113               | 9 gennaio 2014    | Pan-STARRS                 |
| 735670 | 2015 KY115               | 28 ottobre 2008   | Spacewatch                 |
| 735671 | 2015 KL116               | 2 dicembre 1996   | Spacewatch                 |
| 735672 | 2015 KV116               | 21 maggio 2015    | Pan-STARRS                 |
| 735673 | 2015 KD117               | 7 novembre 2012   | Mount Lemmon Survey        |
| 735674 | 2015 KG118               | 17 gennaio 2009   | Spacewatch                 |
| 735675 | 2015 KC119               | 12 aprile 2010    | WISE                       |
| 735676 | 2015 KZ119               | 28 marzo 2015     | Pan-STARRS                 |
| 735677 | 2015 KU122               | 12 marzo 2010     | Mount Lemmon Survey        |
| 735678 | 2015 KM123               | 23 ottobre 2001   | NEAT                       |
| 735679 | 2015 KR124               | 15 ottobre 2004   | Mount Lemmon Survey        |
| 735680 | 2015 KX125               | 25 maggio 2006    | Osservatorio di Mauna Kea  |
| 735681 | 2015 KM127               | 28 marzo 2015     | Pan-STARRS                 |
| 735682 | 2015 KH131               | 22 maggio 2015    | Pan-STARRS                 |
| 735683 | 2015 KM132               | 5 maggio 2010     | R. Holmes                  |
| 735684 | 2015 KS132               | 1 aprile 2003     | SDSS Collaboration         |
| 735685 | 2015 KW132               | 23 luglio 2003    | NEAT                       |
| 735686 | 2015 KG135               | 12 maggio 2015    | Mount Lemmon Survey        |
| 735687 | 2015 KP142               | 3 novembre 2007   | Spacewatch                 |
| 735688 | 2015 KL147               | 2 ottobre 2008    | Mount Lemmon Survey        |
| 735689 | 2015 KT147               | 20 aprile 2010    | WISE                       |
| 735690 | 2015 KF148               | 25 dicembre 2005  | Mount Lemmon Survey        |
| 735691 | 2015 KE150               | 17 febbraio 2010  | WISE                       |
| 735692 | 2015 KK152               | 22 marzo 2015     | Pan-STARRS                 |
| 735693 | 2015 KS152               | 25 maggio 2015    | Pan-STARRS                 |
| 735694 | 2015 KF153               | 27 marzo 2015     | Pan-STARRS                 |
| 735695 | 2015 KN153               | 19 settembre 2011 | CSS                        |
| 735696 | 2015 KW153               | 26 dicembre 2013  | Mount Lemmon Survey        |
| 735697 | 2015 KK155               | 15 aprile 2004    | SDSS Collaboration         |
| 735698 | 2015 KD156               | 26 marzo 2003     | Spacewatch                 |
| 735699 | 2015 KC159               | 1 febbraio 2006   | Spacewatch                 |
| 735700 | 2015 KR160               | 10 febbraio 2011  | Mount Lemmon Survey        |

## 735701–735800
| Nome   | Designazione provvisoria | Data di scoperta  | Scopritore               |
| ------ | ------------------------ | ----------------- | ------------------------ |
| 735701 | 2015 KG165               | 25 maggio 2015    | Pan-STARRS               |
| 735702 | 2015 KJ165               | 23 maggio 2014    | Pan-STARRS               |
| 735703 | 2015 KL165               | 19 aprile 2010    | WISE                     |
| 735704 | 2015 KP165               | 18 maggio 2015    | Pan-STARRS               |
| 735705 | 2015 KO167               | 18 maggio 2015    | Mount Lemmon Survey      |
| 735706 | 2015 KT187               | 20 maggio 2015    | Mount Lemmon Survey      |
| 735707 | 2015 KE195               | 21 maggio 2015    | Pan-STARRS               |
| 735708 | 2015 KR209               | 31 gennaio 2009   | Mount Lemmon Survey      |
| 735709 | 2015 KF210               | 25 maggio 2015    | Pan-STARRS               |
| 735710 | 2015 LE                  | 26 gennaio 2012   | Pan-STARRS               |
| 735711 | 2015 LM                  | 19 aprile 2002    | Spacewatch               |
| 735712 | 2015 LT                  | 22 giugno 2010    | Mount Lemmon Survey      |
| 735713 | 2015 LS1                 | 20 novembre 2008  | Mount Lemmon Survey      |
| 735714 | 2015 LE3                 | 26 ottobre 2012   | Mount Lemmon Survey      |
| 735715 | 2015 LP5                 | 1 febbraio 2006   | Spacewatch               |
| 735716 | 2015 LX5                 | 3 settembre 2000  | SDSS Collaboration       |
| 735717 | 2015 LT6                 | 8 novembre 2008   | Mount Lemmon Survey      |
| 735718 | 2015 LE7                 | 10 gennaio 2008   | Spacewatch               |
| 735719 | 2015 LM7                 | 20 aprile 2010    | WISE                     |
| 735720 | 2015 LU7                 | 24 settembre 2008 | Mount Lemmon Survey      |
| 735721 | 2015 LY7                 | 21 luglio 2011    | Pan-STARRS               |
| 735722 | 2015 LS10                | 19 ottobre 2003   | SDSS Collaboration       |
| 735723 | 2015 LA11                | 15 ottobre 2007   | Spacewatch               |
| 735724 | 2015 LV11                | 13 giugno 2010    | WISE                     |
| 735725 | 2015 LZ12                | 14 maggio 2009    | Spacewatch               |
| 735726 | 2015 LA13                | 9 maggio 2010     | WISE                     |
| 735727 | 2015 LX13                | 26 febbraio 2014  | Pan-STARRS               |
| 735728 | 2015 LU14                | 30 marzo 2009     | Mount Lemmon Survey      |
| 735729 | 2015 LO15                | 11 giugno 2015    | Pan-STARRS               |
| 735730 | 2015 LY15                | 18 giugno 2004    | LINEAR                   |
| 735731 | 2015 LC16                | 11 giugno 2015    | Pan-STARRS               |
| 735732 | 2015 LC17                | 1 gennaio 2008    | Mount Lemmon Survey      |
| 735733 | 2015 LJ18                | 19 settembre 2012 | Mount Lemmon Survey      |
| 735734 | 2015 LH19                | 4 maggio 2005     | Mount Lemmon Survey      |
| 735735 | 2015 LJ22                | 2 febbraio 2008   | CSS                      |
| 735736 | 2015 LZ23                | 21 marzo 2015     | Pan-STARRS               |
| 735737 | 2015 LF26                | 10 giugno 2015    | Pan-STARRS               |
| 735738 | 2015 LH26                | 20 novembre 2008  | Mount Lemmon Survey      |
| 735739 | 2015 LH27                | 16 giugno 2010    | Spacewatch               |
| 735740 | 2015 LG29                | 31 agosto 2005    | Spacewatch               |
| 735741 | 2015 LM29                | 19 marzo 2010     | CSS                      |
| 735742 | 2015 LY29                | 13 giugno 2015    | Pan-STARRS               |
| 735743 | 2015 LX30                | 1 aprile 2003     | SDSS Collaboration       |
| 735744 | 2015 LY30                | 13 giugno 2015    | Pan-STARRS               |
| 735745 | 2015 LM32                | 2 giugno 2010     | WISE                     |
| 735746 | 2015 LK36                | 22 marzo 2009     | CSS                      |
| 735747 | 2015 LM36                | 13 maggio 2015    | Mount Lemmon Survey      |
| 735748 | 2015 LW42                | 12 giugno 2015    | Pan-STARRS               |
| 735749 | 2015 LT43                | 7 novembre 2012   | Mount Lemmon Survey      |
| 735750 | 2015 LS46                | 26 giugno 2010    | WISE                     |
| 735751 | 2015 LX46                | 6 marzo 2009      | Alianza S4 Obs.          |
| 735752 | 2015 LT58                | 15 giugno 2015    | Pan-STARRS               |
| 735753 | 2015 MZ1                 | 30 dicembre 2013  | Pan-STARRS               |
| 735754 | 2015 MV2                 | 30 agosto 2011    | Pan-STARRS               |
| 735755 | 2015 MV3                 | 20 dicembre 2007  | Mount Lemmon Survey      |
| 735756 | 2015 MB4                 | 12 gennaio 1996   | Spacewatch               |
| 735757 | 2015 ML4                 | 10 gennaio 2013   | Mount Lemmon Survey      |
| 735758 | 2015 MP4                 | 14 ottobre 2007   | CSS                      |
| 735759 | 2015 MP9                 | 13 febbraio 2007  | Mount Lemmon Survey      |
| 735760 | 2015 MM11                | 20 giugno 2002    | NEAT                     |
| 735761 | 2015 MC13                | 20 dicembre 2009  | Mount Lemmon Survey      |
| 735762 | 2015 MN14                | 25 settembre 2007 | Mount Lemmon Survey      |
| 735763 | 2015 MO15                | 22 settembre 2003 | NEAT                     |
| 735764 | 2015 ME17                | 2 aprile 2009     | Mount Lemmon Survey      |
| 735765 | 2015 MO20                | 17 ottobre 2012   | Mount Lemmon Survey      |
| 735766 | 2015 MG24                | 19 novembre 2009  | Mount Lemmon Survey      |
| 735767 | 2015 ML27                | 6 gennaio 2010    | Mount Lemmon Survey      |
| 735768 | 2015 MO27                | 23 gennaio 2014   | Mount Lemmon Survey      |
| 735769 | 2015 MD28                | 15 febbraio 2010  | WISE                     |
| 735770 | 2015 MN29                | 3 febbraio 2009   | Spacewatch               |
| 735771 | 2015 MV36                | 5 ottobre 2002    | SDSS Collaboration       |
| 735772 | 2015 MK37                | 18 giugno 2015    | Pan-STARRS               |
| 735773 | 2015 MO38                | 31 marzo 2015     | Pan-STARRS               |
| 735774 | 2015 MB40                | 12 giugno 2004    | Spacewatch               |
| 735775 | 2015 MU41                | 22 maggio 2015    | Pan-STARRS               |
| 735776 | 2015 ME46                | 4 settembre 2011  | Pan-STARRS               |
| 735777 | 2015 MT48                | 17 giugno 2015    | Pan-STARRS               |
| 735778 | 2015 MX48                | 22 ottobre 2005   | CSS                      |
| 735779 | 2015 MF49                | 28 luglio 2011    | SSS                      |
| 735780 | 2015 ML53                | 11 dicembre 2012  | Mount Lemmon Survey      |
| 735781 | 2015 MW54                | 4 luglio 2005     | Mount Lemmon Survey      |
| 735782 | 2015 MN55                | 20 maggio 2015    | Spacewatch               |
| 735783 | 2015 MO55                | 11 settembre 2005 | Spacewatch               |
| 735784 | 2015 MY57                | 26 luglio 2006    | NEAT                     |
| 735785 | 2015 MF58                | 28 febbraio 2014  | Pan-STARRS               |
| 735786 | 2015 MQ60                | 12 settembre 2005 | Spacewatch               |
| 735787 | 2015 MX60                | 14 dicembre 2003  | Spacewatch               |
| 735788 | 2015 MA61                | 25 febbraio 2010  | WISE                     |
| 735789 | 2015 MH62                | 29 aprile 2014    | Pan-STARRS               |
| 735790 | 2015 MQ62                | 10 gennaio 2013   | Pan-STARRS               |
| 735791 | 2015 MV65                | 7 agosto 2004     | A. Boattini, A. Di Paola |
| 735792 | 2015 MZ65                | 22 settembre 2003 | NEAT                     |
| 735793 | 2015 MV68                | 13 giugno 2015    | Pan-STARRS               |
| 735794 | 2015 MZ68                | 20 febbraio 2009  | C. Rinner, F. Kugel      |
| 735795 | 2015 MG70                | 18 giugno 2015    | Pan-STARRS               |
| 735796 | 2015 MP70                | 18 giugno 2015    | Pan-STARRS               |
| 735797 | 2015 MN71                | 27 dicembre 2006  | Mount Lemmon Survey      |
| 735798 | 2015 MX71                | 18 maggio 2010    | WISE                     |
| 735799 | 2015 ML72                | 22 giugno 2015    | Pan-STARRS               |
| 735800 | 2015 MQ72                | 1 dicembre 2008   | Mount Lemmon Survey      |

## 735801–735900
| Nome   | Designazione provvisoria | Data di scoperta  | Scopritore                |
| ------ | ------------------------ | ----------------- | ------------------------- |
| 735801 | 2015 ML77                | 4 agosto 2004     | NEAT                      |
| 735802 | 2015 MY83                | 27 giugno 2010    | WISE                      |
| 735803 | 2015 MQ85                | 12 luglio 2010    | WISE                      |
| 735804 | 2015 MS85                | 9 settembre 2007  | Spacewatch                |
| 735805 | 2015 MZ86                | 13 giugno 2015    | Pan-STARRS                |
| 735806 | 2015 MG89                | 18 settembre 2006 | Spacewatch                |
| 735807 | 2015 MF90                | 15 novembre 1999  | Spacewatch                |
| 735808 | 2015 MG90                | 19 maggio 2010    | WISE                      |
| 735809 | 2015 MM90                | 19 aprile 2006    | Spacewatch                |
| 735810 | 2015 MQ92                | 6 aprile 2010     | Spacewatch                |
| 735811 | 2015 MA93                | 15 gennaio 2007   | Osservatorio di Mauna Kea |
| 735812 | 2015 MN93                | 11 giugno 2004    | NEAT                      |
| 735813 | 2015 MV93                | 11 aprile 2010    | WISE                      |
| 735814 | 2015 MR94                | 15 gennaio 2008   | Mount Lemmon Survey       |
| 735815 | 2015 MZ95                | 7 maggio 2014     | Pan-STARRS                |
| 735816 | 2015 MK97                | 22 settembre 2003 | Spacewatch                |
| 735817 | 2015 MF98                | 17 ottobre 2012   | Pan-STARRS                |
| 735818 | 2015 ME99                | 23 giugno 2015    | Pan-STARRS                |
| 735819 | 2015 MC100               | 14 febbraio 2013  | Spacewatch                |
| 735820 | 2015 MJ105               | 22 maggio 2010    | WISE                      |
| 735821 | 2015 MC108               | 11 gennaio 2010   | Spacewatch                |
| 735822 | 2015 MB112               | 27 gennaio 2011   | Spacewatch                |
| 735823 | 2015 MP113               | 18 settembre 2003 | Spacewatch                |
| 735824 | 2015 MW116               | 21 giugno 2015    | Cala d'Hort Obs.          |
| 735825 | 2015 MD117               | 24 gennaio 2014   | Pan-STARRS                |
| 735826 | 2015 MK117               | 27 giugno 2015    | Pan-STARRS 2              |
| 735827 | 2015 MC120               | 13 gennaio 2008   | Spacewatch                |
| 735828 | 2015 MJ122               | 25 luglio 2010    | WISE                      |
| 735829 | 2015 MM125               | 19 dicembre 2007  | Mount Lemmon Survey       |
| 735830 | 2015 MB128               | 17 febbraio 2010  | Spacewatch                |
| 735831 | 2015 MH128               | 8 ottobre 2005    | CSS                       |
| 735832 | 2015 MH134               | 19 settembre 2011 | Pan-STARRS                |
| 735833 | 2015 MK134               | 26 giugno 2015    | Pan-STARRS                |
| 735834 | 2015 MS134               | 22 giugno 2015    | Pan-STARRS                |
| 735835 | 2015 MY134               | 10 gennaio 2013   | Pan-STARRS                |
| 735836 | 2015 MS136               | 16 novembre 2003  | Spacewatch                |
| 735837 | 2015 MX136               | 23 aprile 2014    | CTIO-DECam                |
| 735838 | 2015 MT137               | 4 aprile 2014     | Spacewatch                |
| 735839 | 2015 MW137               | 5 gennaio 2013    | Mount Lemmon Survey       |
| 735840 | 2015 MG138               | 7 novembre 2008   | Spacewatch                |
| 735841 | 2015 MH138               | 26 giugno 2015    | Pan-STARRS                |
| 735842 | 2015 ML138               | 17 ottobre 2003   | Spacewatch                |
| 735843 | 2015 MV138               | 10 febbraio 2013  | M. Ory                    |
| 735844 | 2015 MW138               | 16 gennaio 2013   | Mount Lemmon Survey       |
| 735845 | 2015 MC139               | 2 dicembre 2012   | Mount Lemmon Survey       |
| 735846 | 2015 MX140               | 25 gennaio 2009   | Spacewatch                |
| 735847 | 2015 MA143               | 9 ottobre 2007    | Spacewatch                |
| 735848 | 2015 ME144               | 13 marzo 2013     | Mount Lemmon Survey       |
| 735849 | 2015 MH144               | 23 maggio 2006    | Spacewatch                |
| 735850 | 2015 MV144               | 25 giugno 2015    | Pan-STARRS                |
| 735851 | 2015 MY144               | 23 settembre 2011 | Spacewatch                |
| 735852 | 2015 MO145               | 2 novembre 2007   | Mount Lemmon Survey       |
| 735853 | 2015 MP145               | 15 ottobre 2007   | Spacewatch                |
| 735854 | 2015 MS145               | 10 agosto 2007    | Spacewatch                |
| 735855 | 2015 MP147               | 27 giugno 2015    | Pan-STARRS 2              |
| 735856 | 2015 ML149               | 28 giugno 2015    | Pan-STARRS                |
| 735857 | 2015 MK150               | 4 gennaio 2013    | CTIO-DECam                |
| 735858 | 2015 MK163               | 26 giugno 2015    | Pan-STARRS                |
| 735859 | 2015 ME185               | 19 giugno 2015    | Pan-STARRS                |
| 735860 | 2015 MO187               | 20 giugno 2015    | Pan-STARRS                |
| 735861 | 2015 MT195               | 27 giugno 2015    | Pan-STARRS                |
| 735862 | 2015 MU199               | 23 giugno 2015    | Pan-STARRS                |
| 735863 | 2015 MR200               | 10 novembre 2010  | Mount Lemmon Survey       |
| 735864 | 2015 NY1                 | 8 febbraio 2002   | R. Millis, M. W. Buie     |
| 735865 | 2015 NT3                 | 13 giugno 2010    | WISE                      |
| 735866 | 2015 NY3                 | 17 febbraio 2010  | Spacewatch                |
| 735867 | 2015 NN4                 | 23 aprile 2009    | CSS                       |
| 735868 | 2015 NU5                 | 17 luglio 2010    | WISE                      |
| 735869 | 2015 NR6                 | 29 aprile 2014    | Pan-STARRS                |
| 735870 | 2015 NA7                 | 23 maggio 2010    | WISE                      |
| 735871 | 2015 NV8                 | 9 luglio 2015     | Pan-STARRS                |
| 735872 | 2015 NJ9                 | 10 ottobre 2007   | Spacewatch                |
| 735873 | 2015 NK10                | 31 dicembre 2013  | Pan-STARRS                |
| 735874 | 2015 NP11                | 8 dicembre 2008   | Mount Lemmon Survey       |
| 735875 | 2015 NZ12                | 24 marzo 2003     | Spacewatch                |
| 735876 | 2015 NA13                | 25 maggio 2015    | Pan-STARRS                |
| 735877 | 2015 NM14                | 8 agosto 2004     | NEAT                      |
| 735878 | 2015 NV15                | 24 marzo 2001     | LONEOS                    |
| 735879 | 2015 NG16                | 12 luglio 2015    | Pan-STARRS                |
| 735880 | 2015 NB17                | 16 gennaio 2013   | Pan-STARRS                |
| 735881 | 2015 NZ18                | 29 settembre 2005 | Spacewatch                |
| 735882 | 2015 NG20                | 13 luglio 2015    | Pan-STARRS                |
| 735883 | 2015 NT20                | 1 settembre 2005  | NEAT                      |
| 735884 | 2015 NN24                | 11 luglio 2001    | NEAT                      |
| 735885 | 2015 NQ24                | 1 ottobre 2003    | Spacewatch                |
| 735886 | 2015 NX24                | 23 settembre 2011 | Spacewatch                |
| 735887 | 2015 NY26                | 22 ottobre 2011   | Spacewatch                |
| 735888 | 2015 NX27                | 13 gennaio 2004   | Spacewatch                |
| 735889 | 2015 NU28                | 9 luglio 2015     | Pan-STARRS                |
| 735890 | 2015 NZ31                | 12 luglio 2015    | Pan-STARRS                |
| 735891 | 2015 NQ39                | 3 marzo 2013      | Mount Lemmon Survey       |
| 735892 | 2015 ON1                 | 28 febbraio 2014  | Mount Lemmon Survey       |
| 735893 | 2015 OV1                 | 31 marzo 2003     | SDSS Collaboration        |
| 735894 | 2015 OX1                 | 23 marzo 2003     | SDSS Collaboration        |
| 735895 | 2015 OL4                 | 24 agosto 2005    | NEAT                      |
| 735896 | 2015 OX4                 | 6 novembre 2012   | Spacewatch                |
| 735897 | 2015 OF5                 | 20 settembre 2003 | Spacewatch                |
| 735898 | 2015 OS5                 | 25 marzo 2006     | NEAT                      |
| 735899 | 2015 OA7                 | 2 novembre 2011   | Mount Lemmon Survey       |
| 735900 | 2015 OH7                 | 12 febbraio 2008  | Mount Lemmon Survey       |

## 735901–736000
| Nome   | Designazione provvisoria | Data di scoperta  | Scopritore          |
| ------ | ------------------------ | ----------------- | ------------------- |
| 735901 | 2015 OW10                | 16 novembre 2003  | Spacewatch          |
| 735902 | 2015 OJ12                | 29 dicembre 2008  | Mount Lemmon Survey |
| 735903 | 2015 ON14                | 13 marzo 2007     | Spacewatch          |
| 735904 | 2015 OB16                | 8 settembre 2011  | Pan-STARRS          |
| 735905 | 2015 OD16                | 15 aprile 2010    | Spacewatch          |
| 735906 | 2015 OP17                | 20 dicembre 2009  | Mount Lemmon Survey |
| 735907 | 2015 OW17                | 16 gennaio 2013   | Pan-STARRS          |
| 735908 | 2015 OG18                | 23 agosto 2004    | Spacewatch          |
| 735909 | 2015 OF19                | 18 luglio 2015    | Pan-STARRS          |
| 735910 | 2015 ON19                | 20 luglio 2002    | NEAT                |
| 735911 | 2015 OM20                | 7 dicembre 1999   | Spacewatch          |
| 735912 | 2015 OL23                | 26 aprile 2010    | WISE                |
| 735913 | 2015 OX23                | 8 maggio 2011     | Mount Lemmon Survey |
| 735914 | 2015 OE25                | 30 luglio 2010    | WISE                |
| 735915 | 2015 OU28                | 23 luglio 2015    | Pan-STARRS          |
| 735916 | 2015 OA31                | 9 febbraio 2003   | NEAT                |
| 735917 | 2015 OL31                | 4 settembre 2004  | NEAT                |
| 735918 | 2015 OS33                | 1 ottobre 2005    | CSS                 |
| 735919 | 2015 OS34                | 5 agosto 2005     | NEAT                |
| 735920 | 2015 OA36                | 25 giugno 2015    | Pan-STARRS          |
| 735921 | 2015 OD36                | 22 ottobre 2011   | Mount Lemmon Survey |
| 735922 | 2015 OM37                | 12 settembre 2004 | Stony Ridge Obs.    |
| 735923 | 2015 OX37                | 13 gennaio 2013   | ESA OGS             |
| 735924 | 2015 OJ38                | 24 agosto 2007    | Spacewatch          |
| 735925 | 2015 OV38                | 2 giugno 2015     | CTIO-DECam          |
| 735926 | 2015 OW38                | 18 gennaio 2013   | Pan-STARRS          |
| 735927 | 2015 OQ40                | 17 luglio 2004    | Cerro Tololo Obs.   |
| 735928 | 2015 OD43                | 10 agosto 2007    | Spacewatch          |
| 735929 | 2015 OW44                | 15 giugno 2015    | Pan-STARRS          |
| 735930 | 2015 OL47                | 24 aprile 2006    | LONEOS              |
| 735931 | 2015 OB48                | 10 ottobre 2002   | SDSS Collaboration  |
| 735932 | 2015 OX48                | 26 luglio 2015    | Pan-STARRS          |
| 735933 | 2015 OA51                | 26 luglio 2015    | Pan-STARRS          |
| 735934 | 2015 OJ52                | 20 giugno 2015    | Pan-STARRS          |
| 735935 | 2015 OP53                | 24 aprile 2014    | Pan-STARRS          |
| 735936 | 2015 OV54                | 23 settembre 2011 | Pan-STARRS          |
| 735937 | 2015 OO55                | 20 ottobre 2007   | Mount Lemmon Survey |
| 735938 | 2015 OX55                | 19 marzo 2009     | Spacewatch          |
| 735939 | 2015 OL56                | 4 maggio 2014     | Pan-STARRS          |
| 735940 | 2015 OE60                | 28 febbraio 2014  | Pan-STARRS          |
| 735941 | 2015 OF60                | 25 giugno 2010    | WISE                |
| 735942 | 2015 OE64                | 7 maggio 2014     | Pan-STARRS          |
| 735943 | 2015 ON65                | 1 settembre 2005  | NEAT                |
| 735944 | 2015 OP65                | 22 febbraio 2009  | Spacewatch          |
| 735945 | 2015 OZ65                | 25 gennaio 2009   | Spacewatch          |
| 735946 | 2015 OH74                | 24 agosto 2006    | LINEAR              |
| 735947 | 2015 OK74                | 18 ottobre 2011   | Spacewatch          |
| 735948 | 2015 OF75                | 25 luglio 2015    | Pan-STARRS          |
| 735949 | 2015 OP75                | 25 settembre 2003 | NEAT                |
| 735950 | 2015 OR77                | 8 ottobre 2008    | Mount Lemmon Survey |
| 735951 | 2015 OR84                | 2 settembre 2011  | Pan-STARRS          |
| 735952 | 2015 OW84                | 28 settembre 2011 | Mount Lemmon Survey |
| 735953 | 2015 OY84                | 28 settembre 2011 | Mount Lemmon Survey |
| 735954 | 2015 OZ84                | 29 aprile 2014    | Pan-STARRS          |
| 735955 | 2015 ON85                | 25 luglio 2015    | Pan-STARRS          |
| 735956 | 2015 OW86                | 4 dicembre 2007   | CSS                 |
| 735957 | 2015 OJ87                | 25 luglio 2015    | Pan-STARRS          |
| 735958 | 2015 OF89                | 25 luglio 2015    | Pan-STARRS          |
| 735959 | 2015 OH89                | 7 gennaio 2013    | Spacewatch          |
| 735960 | 2015 OJ89                | 22 dicembre 2012  | Pan-STARRS          |
| 735961 | 2015 OS89                | 24 luglio 2015    | Pan-STARRS          |
| 735962 | 2015 OR91                | 19 luglio 2015    | Pan-STARRS          |
| 735963 | 2015 OB92                | 22 settembre 2003 | Spacewatch          |
| 735964 | 2015 OX92                | 19 luglio 2015    | Pan-STARRS          |
| 735965 | 2015 OX93                | 23 maggio 2014    | Pan-STARRS          |
| 735966 | 2015 OZ93                | 5 dicembre 2007   | Spacewatch          |
| 735967 | 2015 OZ94                | 10 gennaio 2013   | Pan-STARRS          |
| 735968 | 2015 OF96                | 31 gennaio 2006   | Spacewatch          |
| 735969 | 2015 OG96                | 28 agosto 2006    | Spacewatch          |
| 735970 | 2015 OH98                | 12 febbraio 2008  | Spacewatch          |
| 735971 | 2015 OG99                | 11 ottobre 2007   | Spacewatch          |
| 735972 | 2015 OG100               | 19 dicembre 2007  | Mount Lemmon Survey |
| 735973 | 2015 OR102               | 29 settembre 1995 | Spacewatch          |
| 735974 | 2015 OR103               | 25 marzo 2010     | Spacewatch          |
| 735975 | 2015 OJ104               | 2 settembre 2011  | Pan-STARRS          |
| 735976 | 2015 OX104               | 21 gennaio 2013   | Mount Lemmon Survey |
| 735977 | 2015 OQ105               | 28 luglio 2015    | Pan-STARRS          |
| 735978 | 2015 OY128               | 23 luglio 2015    | Pan-STARRS          |
| 735979 | 2015 OO136               | 24 luglio 2015    | Pan-STARRS          |
| 735980 | 2015 OA138               | 19 luglio 2015    | Pan-STARRS          |
| 735981 | 2015 ON138               | 24 luglio 2015    | Pan-STARRS          |
| 735982 | 2015 OS139               | 25 luglio 2015    | Pan-STARRS          |
| 735983 | 2015 OS140               | 23 luglio 2015    | Pan-STARRS          |
| 735984 | 2015 OD141               | 23 luglio 2015    | Pan-STARRS          |
| 735985 | 2015 OA142               | 19 luglio 2015    | Pan-STARRS          |
| 735986 | 2015 OO145               | 19 luglio 2015    | Pan-STARRS          |
| 735987 | 2015 OQ147               | 20 maggio 2014    | Pan-STARRS          |
| 735988 | 2015 OU147               | 24 luglio 2015    | Pan-STARRS          |
| 735989 | 2015 OF150               | 25 luglio 2015    | Pan-STARRS          |
| 735990 | 2015 OA153               | 19 luglio 2015    | Pan-STARRS          |
| 735991 | 2015 OY167               | 25 luglio 2015    | Pan-STARRS          |
| 735992 | 2015 OY171               | 3 gennaio 2014    | Spacewatch          |
| 735993 | 2015 PZ                  | 14 settembre 1998 | LINEAR              |
| 735994 | 2015 PU1                 | 17 novembre 2006  | NEAT                |
| 735995 | 2015 PL3                 | 10 aprile 2005    | Kitt Peak Obs.      |
| 735996 | 2015 PQ3                 | 15 agosto 2004    | NEAT                |
| 735997 | 2015 PG4                 | 8 febbraio 2013   | Pan-STARRS          |
| 735998 | 2015 PS4                 | 12 gennaio 2010   | Spacewatch          |
| 735999 | 2015 PM5                 | 29 giugno 2015    | Pan-STARRS          |
| 736000 | 2015 PG7                 | 25 dicembre 2013  | Mount Lemmon Survey |